# Yusuke Gondo
Yusuke Gondo (født 7. oktober 1982) er en tidligere japansk fodboldspiller.
Han har spillet for flere forskellige klubber i sin karriere, herunder Consadole Sapporo og Mito HollyHock.